# Альтшулер, Мойше
Альтшулер Мойше (1887, Бобр Минской губернии — 1969) — советский еврейский лингвист, писатель и переводчик.

## Биография
Родился в местечке Бобр в семье местного раввина Шлойме-Залмана Альтшулера. С 1919 состоял в коммунистической партии. Был одним из профессоров Университета народов Запада, где с 1921 до конца 1930 готовили кадры для СССР и коммунистических партий ряда зарубежных стран.
Известный деятель евсекции. В 1931—1935 годах — главный редактор журналов на идише «Дер Апикойрес» («Безбожник») и «Юнге гвардия» («Молодая гвардия»). Печатался в «Дер Эмес». В 1931 входил в состав редколлегии журнала «Трибуна».
Был активным деятелем антирелигиозной пропаганды, направленной против иудаизма. На эту тему он опубликовал несколько книг, включая специальный учебник.

## Произведения
- «Гекошертэ нэшомес (вэгн хэйдер)» (1922)
- «Хагодэ фар глойбэр ун апикорсим» (1927)
- «Анти-рэлигиэзэр лэрнбух» (1929)
- «Ви азой дарф мэн фирн антирэлигиэзэ пропагандэ» (1929)
- «Комсомолишэ хагодэ» (1930)
- «Шабэс, йонтэв ун рошхойдэш» (1947)